# Медаль «За заслуги для экипажей торгового флота»
Знак «Экипажам торгового флота» (итал. Benemerenza per gli equipaggi della marina mercantile) — знак и публичная почётная грамота Королевством Италия, учреждённая для награждения членов экипажей национальных торговых судов, чья служба в годы Первой мировой войны была сопряжена с различными рисками и трудностями. Позже знак был преобразован в медаль «За заслуги для экипажей торгового флота».

## Знак «Экипажам торгового флота»
Специальный знак для экипажей торговых судов был учреждён в 1918 году и представлял, своего рода, «морской» вариант знака «За тяготы войны» 1916 года.

### Условия награждения
На получение знака имели право моряки, после 24 мая 1915 года бывших в составе экипажей торговых судов, реквизированных или зафрахтованных государством, а после 8 февраля 1916 года и других судов. 
Значком также могли быть могли быть награждены те лицам, которые, несмотря на отсутствие официальной приписки к морякам, входили в состав экипажей торговых судов и соответствующие условиям, указанным выше.

### Описание награды
Знак представляет собой шёлковую ленту с одиннадцатью чередующимися вертикальными линиями голубого и белого цвета. Его следовало носить на левой стороне груди.

## Медаль «За заслуги для экипажей торгового флота»
Знак был «поглощён» медалью «За заслуги экипажей торговых судов, претерпевшим тяготы и опасности войны», учреждённой в 1923 году для награждения дипломированных моряков, которые, находясь в составе экипажей национальных торговых судов, подвергали себя рискам на службе во время войны.
Учреждающий медаль указ был отменён в 2010 году.

### Условия награждения
Медаль вручалась за государственный счет морякам, которые, не получив медаль «В память итало-австрийской войны 1915-1918 годов» или «В память объединения Италии», тем не менее во время своей службы получили знак «Экипажам торгового флота».
Все моряки, получившие знак «За тяготы войны» или данную награду награждались также итальянской межсоюзнической медалью Победы.

### Описание награды
Медаль полностью идентична медали «В память итало-австрийской войны 1915-1918 годов», учреждённой в 1920 году. Её носили на левой стороне груди на шёлковой ленте, идентичной предшествовашему ей знаку.
К ленте выдавались серебряные пятиконечные звёзды (максимум 4 штуки), в зависимости от срока службы:
| Ленты             |            |               |               |               |
| менее года службы | год службы | 2 года службы | 3 года службы | 4 года службы |